# فتح توات وقورارة (1266)
الفتح الموحدي لتوات وجورارة هو عملية عسكرية قادها القائد مسعود بن الناصر عام 1266 ،بأمر من الخليفة الموحدي إدريس الواثق المعروف بأبي دبوس .

## فتح توات
بعد أن صار سيد مراكش والمغرب بأكمله، أرسل الأمير الموحدي أبو العلا القائد مسعود بن ناصر إلى توات حوالي عام 1266. وفي هذا الوقت كان البدو العرب هم من فرضوا نفسهم على سكانها.
يصل قائد مسعود إلى مدينة سموطة حيث ينتظره الشيخ عبد العالي بن سليمان. ويدعو جميع القبائل العربية في المنطقة إلى الاعتراف بالخليفة الموحدي إدريس. ثم يواصل القائد مسعود مسيرته نحو وادي الحنا، حيث تنضم إليه قبائل البوراميك وأولاد علي بن حمادي القاطنة بقصور زغلو بتوات ، وتبايع رسميًا سلطان مراكش الموحدي.

## فتح قورارة
عاد مسعود بن ناصر إلى مراكش للاحتفال بعيد الفطر مع الملك الموحدي. ثم عاد إلى المنطقة في 120 من الخيالة ، والتقى بالشيخ أبو حفص في واحة التيمي. ومن هناك غادر إلى قورارة، وتحديدا إلى التبشرين، حيث خصل على بيعة عرب مكيدن. لكن الزعيم مسعود تعرض لهجوم غادر في الليل، الذين قتلوا أكثر من 25 من فرسانه. إلا أنه تمكن من الفرار واللجوء إلى واحة التيمي، حيث قام بحشد القبائل العربية البوراميك وأولاد علي بن حمادي، الذين اعترفوا بسلطة الخليفة الموحدي. فشن الزعيم هجومًا ثانيا على عرب مكيدن وهزمهم وقتل أكثر من 160 رجل . وخسر مسعود وحلفاؤه العرب 60 رجلا بعد هذه المعركة. ويبدو أن هذه الحملة تمت بفضل الصراع بين الزيانيين والمرينين حوالي عام 1268. حيث كان على الموحدين مازالوا مسيطرين على سجلماسة في ذلك الوقت.